# Bernardina Fragoso de Rivera
Bernardina Fragoso de Rivera (Montevideo
20 de mayo de 1796 – Montevideo, 31 de diciembre de 1863 ), fue una mujer que destacó por su compromiso con los cambios revolucionarios en la Provincia Oriental. Esposa de Fructuoso Rivera, participó en la época. Fue una filántropa y benefactora uruguaya, primera dama del Uruguay de 1830 a 1834 y de 1838 a 1843.  

## Biografía
Nació en Montevideo el 20 de mayo de 1796. Era hija de Narcisa Laredo, natural de Buenos Aires y su padre Pedro Fragoso, nacido en Galicia, España. 

## Infancia y educación
Su padre era comerciante y se trasladaron a la Villa de San José donde instalaron un pequeño establecimiento de ramos generales y pulpería. Pasó aquí Bernardina su infancia y primera juventud.
Se desconoce qué educación recibió pero su sensibilidad social,  su firmeza y conocimiento hablan de una persona bien instruida, amante de la lectura como bien establece Ortiz, María del Carmen, en Mujeres Uruguayas“ Fue una buena lectora, como lo demuestra la carta de un librero: {Estoy con el pesar de no poder enviar a Ud. una segunda remesa de libros, porque aún no han venido los que se esperan de Europa y todos los que aquí se encuentran los ha leído Ud. ya}"  
Mantuvo una correspondencia profusa y diversa, con todo tipo de personajes de su época.

## Matrimonio con Rivera
Se desconoce cómo conoció a Fructuoso Rivera ni la fecha exacta de su matrimonio. Algunos historiadores establecen que fue en 1816 la unión de la pareja.
Nació su único hijo en 1816,  y murió muy pequeño en Minas.  Luego no concibió ningún hijo. Su casa fue un refugio maternal para muchos infantes entre los que destacan el hijo de José Artigas y Melchora Cuenca, llamado Santiago Artigas, y Pablito (hijo natural de Frutos que le dieron su apellido), y varias niñas: Bernarda, Concepción, Dolores y Edelmira.  
Acompañó a Fructuoso Rivera a lo largo de su trayectoria militar y política, lo que significó poner su vida en peligro en varias ocasiones. Bernardina de 20 años, vivió en Montevideo, hasta ser evacuada por el gobierno artiguista en 1817 antes de la entrada de los portugueses a la ciudad. Vivió la dureza de la guerra, la violencia de los invasores. En 1818 los portugueses apresaron a varias esposas de Jefes de Artigas que se encontraban resguardadas en Canelones. Bernardina logró escapar, gracias a un oficial patriota (Joaquín Suárez) a lomo de su caballo.

## Presidencias de Rivera
En 1830 ejerció la primera presidencia de la República Oriental del Uruguay. Los Rivera-Fragoso compraron una casa en 1834  en Montevideo en las calles San Gabriel y San Felipe (hoy Rincón y Misiones, transformado en Museo Histórico), donde alternaban con su casa en Durazno. En 1838 asumió su segunda presidencia.

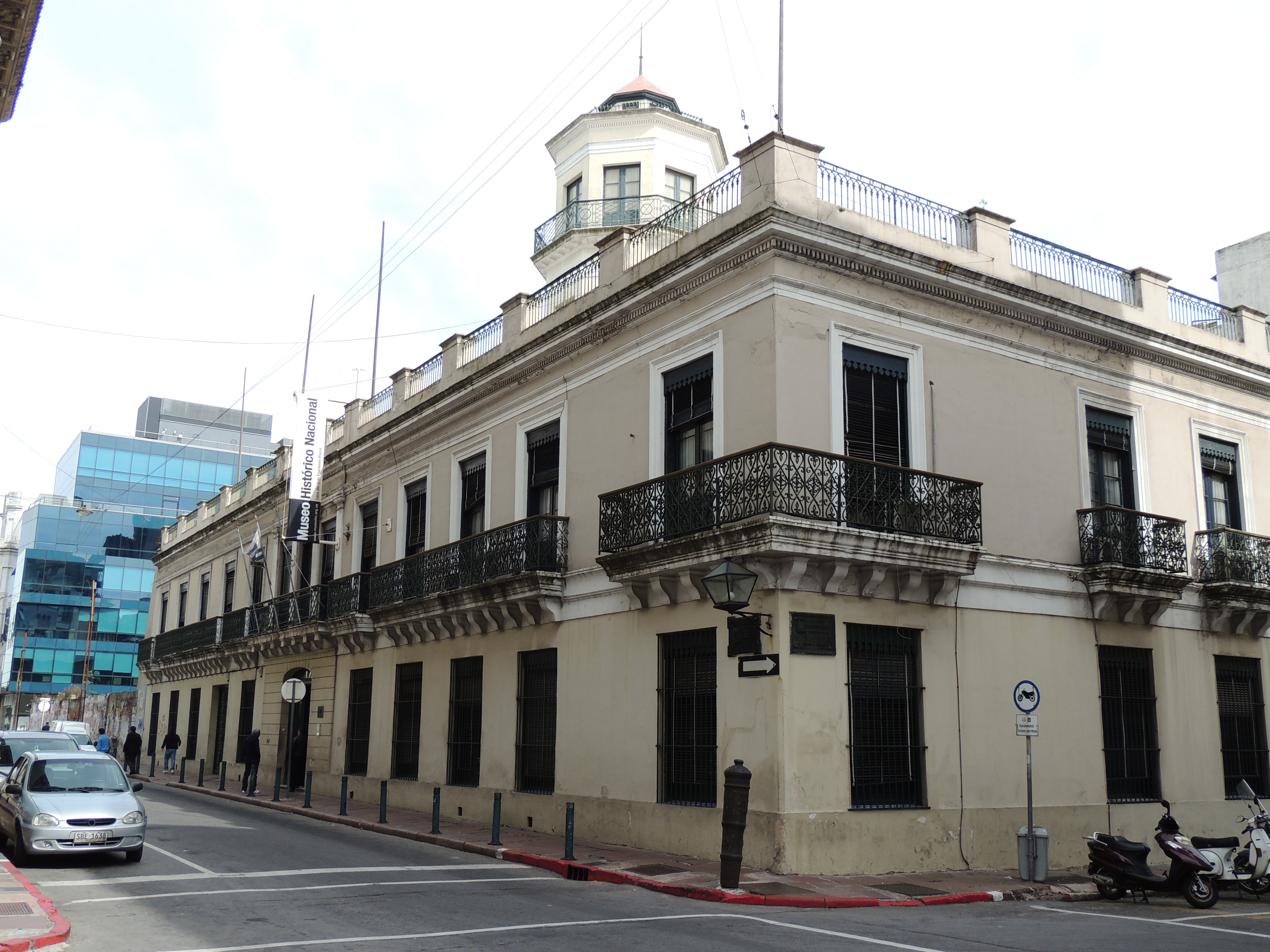
Casa de Rivera en Montevideo, hoy Museo Nacional

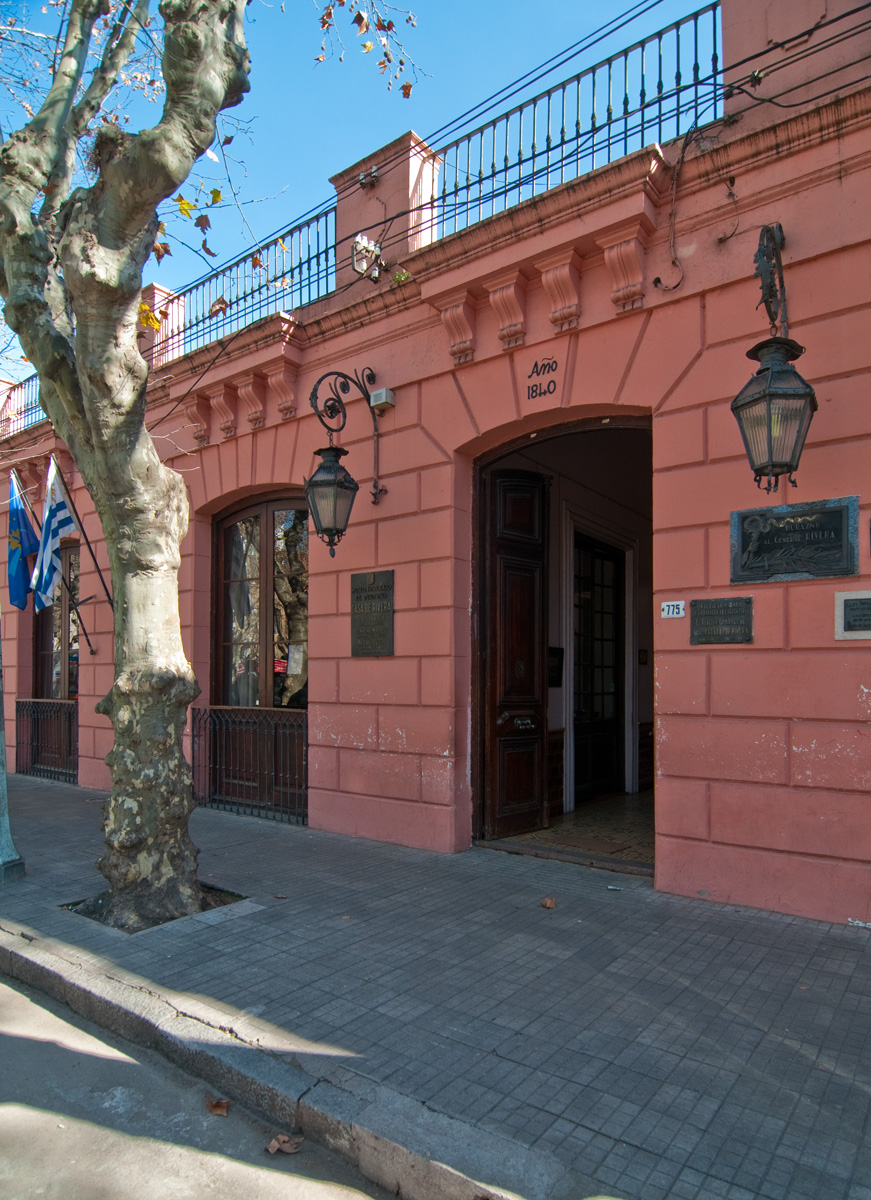
Casa de Rivera en Durazno

Bernardina estuvo informada de todos los acontecimientos de la época y a menudo aconsejó a su marido en estos asuntos.

Rivera por sus avatares políticos y militares se separó durante mucho tiempo de Bernardina y comenzaron una larga correspondencia desde 1825 hasta 1851, donde además de su mutuo cariño y amor, se revelaron muchas facetas de la personalidad de Bernardina.      
Consejera política, informante activa, buscando entre amigos y enemigos algún dato importante. Recibiendo en su casa de Durazno o Montevideo a personalidades para luego trasmitir a Rivera sus impresiones. Dice al respecto la historiadora María del Carmen Ortiz “… Ella es un punto de referencia en la vida política, una interlocutora respetada y escuchada también en sus opiniones propias y no solamente como intermediaria con Rivera”  

## Fundación de Sociedad Filantrópica
Desde la Guerra Grande (1839-1851) estuvo en Montevideo, donde desarrolló una intensa actividad en atención a los perjudicados de la guerra. A raíz de esto, y ha solicitud del comandante de armas de Montevideo, el argentino Gral. José María Paz, que creó y financió junto con otras ciudadanas un hospital en la ciudad destinado a cuidar a los enfermos y heridos de la guerra, donde Fragoso colaboró de manera personal atendiendo a los pacientes. Además, abrió también las puertas de su casa a los más pobres. Fue fundadora y presidenta de la Sociedad Filantrópica de Damas Orientales.   
Terminada la guerra, el 1 de abril de 1853 fue nombrada a formar parte de la Sociedad de Caridad y Beneficencia de Señoras.   
Fructuoso Rivera murió 13 de enero de 1854 en el viaje de regreso a Montevideo, porque estaba muy enfermo y no soportó las inclemencias del viaje. Bernardina salió a su encuentro en dicho camino, pero no alcanzó a verlo con vida.                    
Fructuoso Rivera fue enterrado en la Iglesia Matriz de Montevideo, junto a Lavalleja. Bernardina falleció el 31 de diciembre de 1863, sus restos están en el cementerio del Buceo, según la historiadora María del Carmen Ortiz.

## Legado
Las ciudades de Montevideo y de Artigas tienen una calle que lleva su nombre.
Al Liceo Nº33 de Montevideo se lo designó con su nombre en 1982.